# Mycetophila chlorochroa
Mycetophila chlorochroa är en tvåvingeart som beskrevs av Freeman 1951. Mycetophila chlorochroa ingår i släktet Mycetophila och familjen svampmyggor. Inga underarter finns listade i Catalogue of Life.